# Gry Johansen
Gry Johansen Meilstrup, nota anche con lo pseudonimo di Gry (Copenaghen, 28 agosto 1964), è una cantante danese.
Ha rappresentato la Danimarca all'Eurovision Song Contest 1983 con il brano Kloden drejer.

## Biografia
Gry Johansen ha avviato la sua carriera musicale nel 1980, quando ha cantato i cori della canzone Syng en sang om evig fred. Tommy P. al Dansk Melodi Grand Prix, il programma di selezione del rappresentante eurovisivo danese.
Tre anni dopo ha preso nuovamente parte al Dansk Melodi Grand Prix, questa volta come solista, e ha vinto il primo premio con il suo inedito Kloden drejer. La sua vittoria le ha permesso di partecipare all'Eurovision Song Contest 1983 a Monaco di Baviera, dove si è piazzata 17ª su 20 partecipanti con 16 punti totalizzati.
Da allora Gry Johansen ha partecipato nuovamente al Dansk Melodi Grand Prix in tre occasioni: nel 1985 con Vi ska' leve insieme a Vivian Johansen, nel 1989 con Endnu en nat, e nel 2000 con Sig du vil ha' mig.

## Discografia

### Album in studio
- 1984 – Magic Touch
- 1986 – Sparks
- 1989 – Ord mod ord

### Singoli
- 1980 – Mr. Farao/Weekend
- 1981 – How I Love That Guy/Survive
- 1982 – Give the Boys What They Want/Hot Loving
- 1983 – Kloden drejer/Den sidste dans
- 1983 – We're Like Starlight/For One More Night
- 1983 – Strangely Erotic
- 1983 – In the Night/It's Over
- 1984 – Go Home/Colder Than Ice
- 1985 – Vi ska' leve
- 1986 – September Love
- 1988 – Hold Me in Your Arms/We Can Make It
- 1988 – Our Love Is Alive/Loving You...
- 1988 – Reach Out for the Stars/Lost in Wonder
- 1989 – Endnu en nat/Drømmen er forbi
- 2000 – Sig du vil ha' mig
- 2011 – Du er alt